# Мосора Ігор Іванович
Ігор Іванович Мосора (нар. 8 жовтня 1959, Рогатин, Івано-Франківська область, УРСР) — український радянський футболіст, нападник. Майстер спорту СРСР (1979).
Вперше зіграв за «Карпати» (Львів) 27 березня 1979 у матчі проти ашгабадського «Колхозчі». Пізніше виступав за «Ністру» (Кишинів), «Прикарпаття» та «Поділля».

## Досягнення
- Переможець першої ліги СРСР: 1979